# Christoph in Bayern

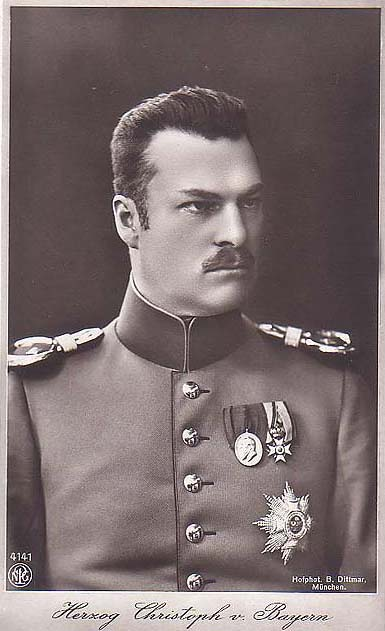
Herzog Christoph in Bayern, Postkarte um 1910

Herzog Christoph in Bayern, Taufname Christoph Joseph Klemens Maria (* 22. April 1879 in München, Schloss Biederstein; † 10. Juli 1963 in München) war ein Wittelsbacher Prinz aus der Seitenlinie der Herzöge in Bayern.

## Leben
Herzog Christoph wurde als mittlerer von insgesamt drei Söhnen des Herzogs Max Emanuel in Bayern und dessen Gemahlin Amalie von Sachsen-Coburg und Gotha geboren. Der Vater war Generalmajor und Chef der Militärreitschule München. Die Familie hatte ihren Sitz auf Schloss Biederstein bei München und hieß nach diesem Besitz inoffiziell „Biedersteiner Linie“. Herzog Max Emanuel starb am 12. Juni 1893 überraschend in Feldafing, an einer Magenblutung infolge eines Geschwürs. Die Mutter litt sehr unter dem plötzlichen Tod des Gatten, wurde selbst schwer krank und verstarb schon am 6. Mai 1894, an Bauchfellentzündung.
Innerhalb eines knappen Jahres waren die drei Kinder Vollwaisen geworden. Der Onkel, Herzog Carl Theodor in Bayern und dessen Gattin Marie José von Portugal, kümmerten sich um die elternlosen Jungen und beabsichtigten sogar sie ganz in ihre Familie aufzunehmen, was jedoch deren Großmutter Clementine d’Orléans ablehnte. Sie wollte den Kindern ihre eigene Familienlinie und den Sitz auf Schloss Biederstein erhalten. Deshalb übernahm die Hofdame der verstorbenen Herzogin Amalie, Maria Gräfin Fugger-Glött (1859–1934) zusammen mit dem Biedersteiner Hofmeister Freiherr Max von Redwitz, Sohn des Dichters Oskar von Redwitz, die Erziehung. Sie wurden dabei unterstützt von Herzog Carl Theodor und Marie José, die sogar zeitweise ganz nach Schloss Biederstein übersiedelten.
Herzog Siegfried in Bayern, der älteste Bruder und Chef der Biedersteiner Linie, erlitt 1899 einen Reitunfall mit Hirnschäden, was zu seiner Entmündigung führte. Deshalb übernahm Herzog Christoph das väterliche Schloss und die Rolle des Familienoberhauptes. In dieser Zeit war der Rittmeister Hans von Axster sein persönlicher Adjutant.
Der Herzog trat am 27. Oktober 1906 als Leutnant in das Bayerische 1. Schwere-Reiter-Regiment ein, in dessen Reihen er auch den Ersten Weltkrieg mitmachte. Am 25. Oktober 1911 wurde Herzog Christoph zusammen mit seinem Regimentskameraden Prinz Georg von Bayern zum Major befördert. Bei Auflösung des Bayerischen Heeres bekleidete der Wittelsbacher den Rang eines Oberstleutnants.

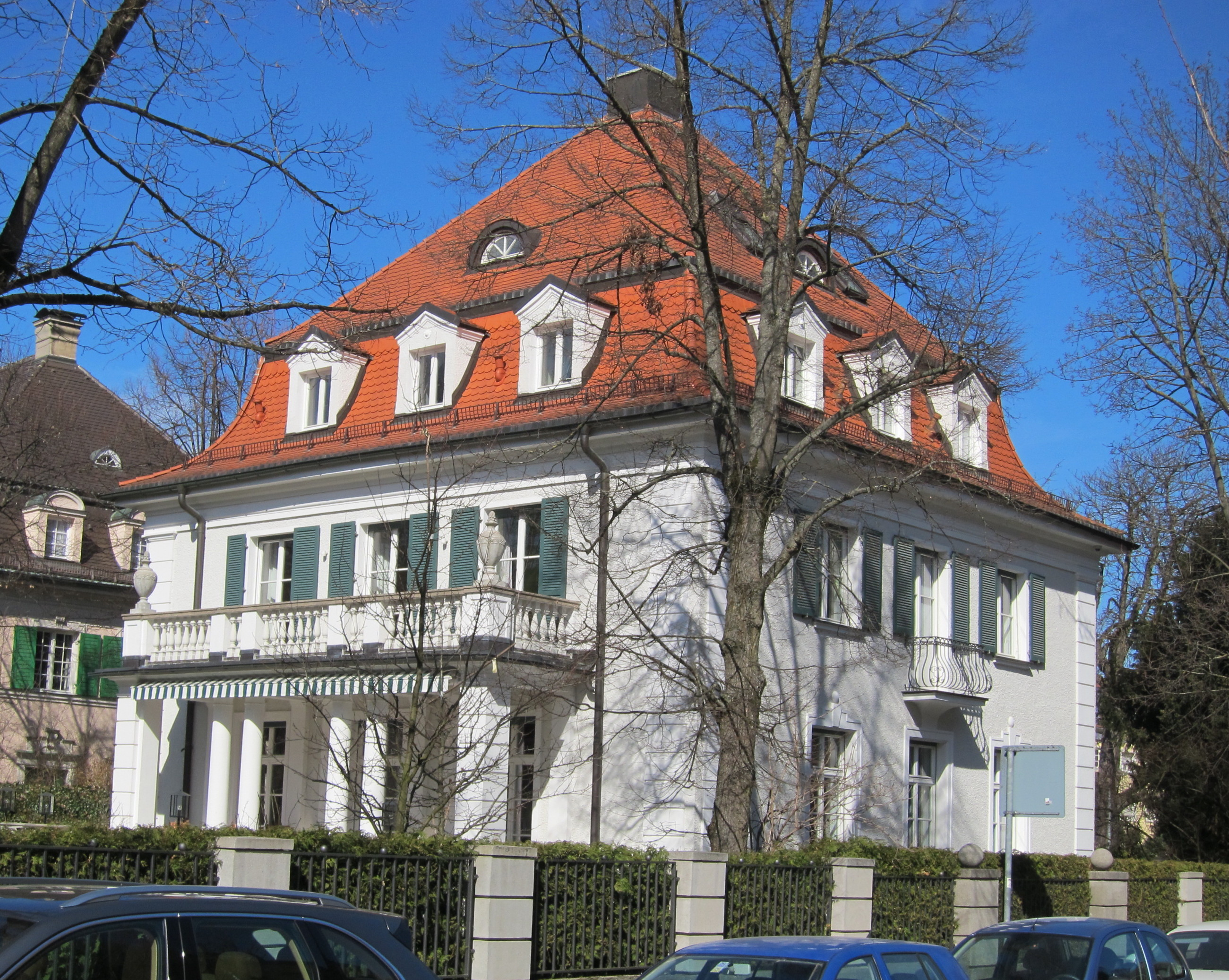
Die Herzogliche Villa, München-Bogenhausen, Sternwartstraße 6

Nach dem Krieg wohnte Herzog Christoph wieder als Privatmann und Schlossherr in Biederstein. 1924 heiratete er die bürgerliche Gattin Anna Sibig. Das Paar gab schließlich Schloss Biederstein auf und zog in eine Villa des Münchner Stadtteils Bogenhausen (Sternwartstraße 6), wo beide sehr zurückgezogen lebten. In dem Standardwerk Die Herzöge in Bayern heißt es darüber:

„Christoph führte ein rein bürgerliches, zurückgezogenes Leben in seiner Villa in Bogenhausen, wohin er nach dem Verkauf von Biederstein gezogen war. Seine etwas altfränkische aber sehr vornehme Erscheinung war in ganz Bogenhausen bekannt. Man wusste, daß es ein Wittelsbacher Prinz war, der gelegentlich in den kleinen Läden des Villenviertels seine Einkäufe selbst besorgte, wobei seine Frau, geborene Anna Sibig, die er 1924 geheiratet hatte, meistens 10 Schritte hinter ihm ging. Er starb in den sechziger Jahren, nachdem ihm seine Frau 1957 im Tode vorausgegangen war. “

Das Ehepaar hatte keine Nachkommen und wurde auf dem Waldfriedhof München bestattet.
Die 1924 im neuklassizistischen Stil erbaute Villa des Herzogs gehört heute zu den geschützten Baudenkmälern der Stadt München.